# Den nikæno-konstantinopolitanske trosbekendelse
Den nikæno-konstantinopolitanske trosbekendelse (lat. Nicaeno-Constantinopolitanum) eller den nikænske trosbekendelse (lat. Nicaenum) har sit navn efter kirkemøderne i Nikæa i 325, hvor en første udgave af bekendelsen blev vedtaget, og i Konstantinopel i 381, hvor den tidligere bekendelse blev udbygget til den version, man bruger i dag i den katolske kirke.
Ordlyden er:
"Jeg tror på én Gud, den almægtige Fader,
himmelens og jordens, alt det synliges og usynliges skaber.
Og på én Herre, Jesus Kristus,
Guds enbårne Søn, som er født af Faderen før alle tider,
 Gud af Gud, lys af lys, sand Gud af sand Gud,
født, ikke skabt, af samme væsen som Faderen,
ved hvem alt er skabt,
som for os mennesker og for vor frelse steg ned fra himlene og blev kød
ved Helligånden af Jomfru Maria og blev menneske,
som også blev korsfæstet for os under Pontius Pilatus, blev pint og begravet
og opstod på tredjedagen ifølge skrifterne
og opfor til himmels, sidder ved Faderens højre hånd
og skal komme igen i herlighed for at dømme levende og døde,
og der skal ikke være ende på hans rige.
Og på Helligånden, som er Herre, og som levendegør,
som udgår fra Faderen og fra Sønnen†,
 som tilbedes og æres tillige med Faderen og Sønnen,
 som har talt ved profeterne.
Og på én, hellig, katolsk og apostolisk kirke.
Jeg bekender én dåb til syndernes forladelse
 og forventer de dødes opstandelse
og den kommende verdens liv.'"
† Dette fra Sønnen (lat. filioque) var ikke med i den oprindelige tekst, men blev tilføjet ved et kirkemøde i Toledo i Spanien i 589 og vandt efterhånden stor udbredelse i Vestkirken. Dette filioque blev et af de væsentligste punkter i striden i forbindelse med Det store skisma 1054.